# NGC 3999
NGC 3999 é uma galáxia lenticular (S0) localizada na direcção da constelação de Leo. Possui uma declinação de +25° 04' 06" e uma ascensão recta de 11 horas, 57 minutos e 56,4 segundos.
A galáxia NGC 3999 foi descoberta em 25 de Abril de 1878 por Lawrence Parsons.